# Eois tertulia
Eois tertulia är en fjärilsart som beskrevs av Paul Dognin 1893. Eois tertulia ingår i släktet Eois och familjen mätare. Inga underarter finns listade i Catalogue of Life.